# 商學碩士
商學碩士（英語：Master of Commerce；縮寫MCom或MComm），是商學院提供的一種碩士學位，聚焦在商務、管理和經濟等領域。此學位通常由大英國協成員國的大學頒發。同等學歷在美國則以MSc和MA為主。
修業年限為1至2年，普遍為全職進修課程，少數學校提供在職進修課程。
與企業管理碩士（MBA）的不同在於：MBA學生必須博學兼修商學院的各種管理；而商學碩士的學生則可依照個人興趣或專長，專精於某一專業領域進修，例如：會計學、經濟學、統計學、金融學、行銷學、國際企業、專案管理、組織管理、電子商務、資訊管理或人力資源管理。
另一方面，企管碩士（MBA）強調個案教學法的討論式課程，注重學生之間的實務經驗分享；商學碩士則傳授理論化的學術知識，也因此部分的商學碩士會再繼續攻讀博士學位。
各校商學院雖提供相似課程，但有時頒授的學位名稱會略有不同，例如：Master of Business（MBus）。在美國，Master of Science（MSc）以及 Master of Arts（MA），雖然可以分別直譯為理學碩士和文學碩士，但只要主修為商學院學科，依慣例亦翻譯為商學碩士。另一方面，基於細項區分的需要，上述的MBus與MCom學位，亦可採用下列的中譯名稱：
- Master of Business（MBus）：可譯為「商學碩士」或「商業碩士」。
- Master of Commerce（MCom）：可譯為「商學碩士」或「商務碩士」。

## 學位主修
商學碩士的新生在入學時，必須依照自己的專長或興趣，選擇特定商學領域為主修，並按照各主修的修業規定來選課。
多數學校會在畢業證書或成績單上附註主修領域（少數學校則不會附註）。附註格式如下：
- Master of Commerce in Finance。中譯，商學碩士／商務碩士（主修：金融學）或金融碩士。
- Master of Business in Management。中譯，商學碩士／商業碩士（主修：管理學）或商業管理碩士。
- Master of Science in Accounting。中譯，商學碩士／理學碩士（主修：會計學）或會計碩士。
- Master of Arts in Marketing。中譯，商學碩士／文學碩士（主修：行銷學）或行銷碩士。